# Erika Sema
Erika Sema (Japans: 瀬間 詠里花, Sema Erika) (Tokio, 24 november 1988) is een tennisspeelster uit Japan.
Ze begon op zevenjarige leeftijd met het spelen van tennis.

## Privé
Zij is de jongere zus van Yurika Sema. Haar moeder is Japans, en haar vader Frans.